# Camponotus snellingi
Camponotus snellingi é uma espécie de inseto do gênero Camponotus, pertencente à família Formicidae.